# Lac Lobstick
Le lac Lobstick est un vaste lac de barrage situé au centre de la péninsule du Québec-Labrador, au Labrador, dans la province canadienne de Terre-Neuve-et-Labrador. Le lac Lobstick fait partie du réservoir Smallwood tout comme le lac Meshikamau situé à l'est.

## Étymologie
Le terme lobstick (en) était utilisé pour qualifier un grand arbre dont toutes les branches ont été coupées sauf les branches supérieures. Ces coupes permettaient d'identifier les arbres au loin et étaient parfois réalisées en mémoire d'une personne ou d'un événement.
Le nom du lac a possiblement été assigné par John McLean (1797-1890), un employé de la Compagnie de la Baie d'Hudson.

## Géographie

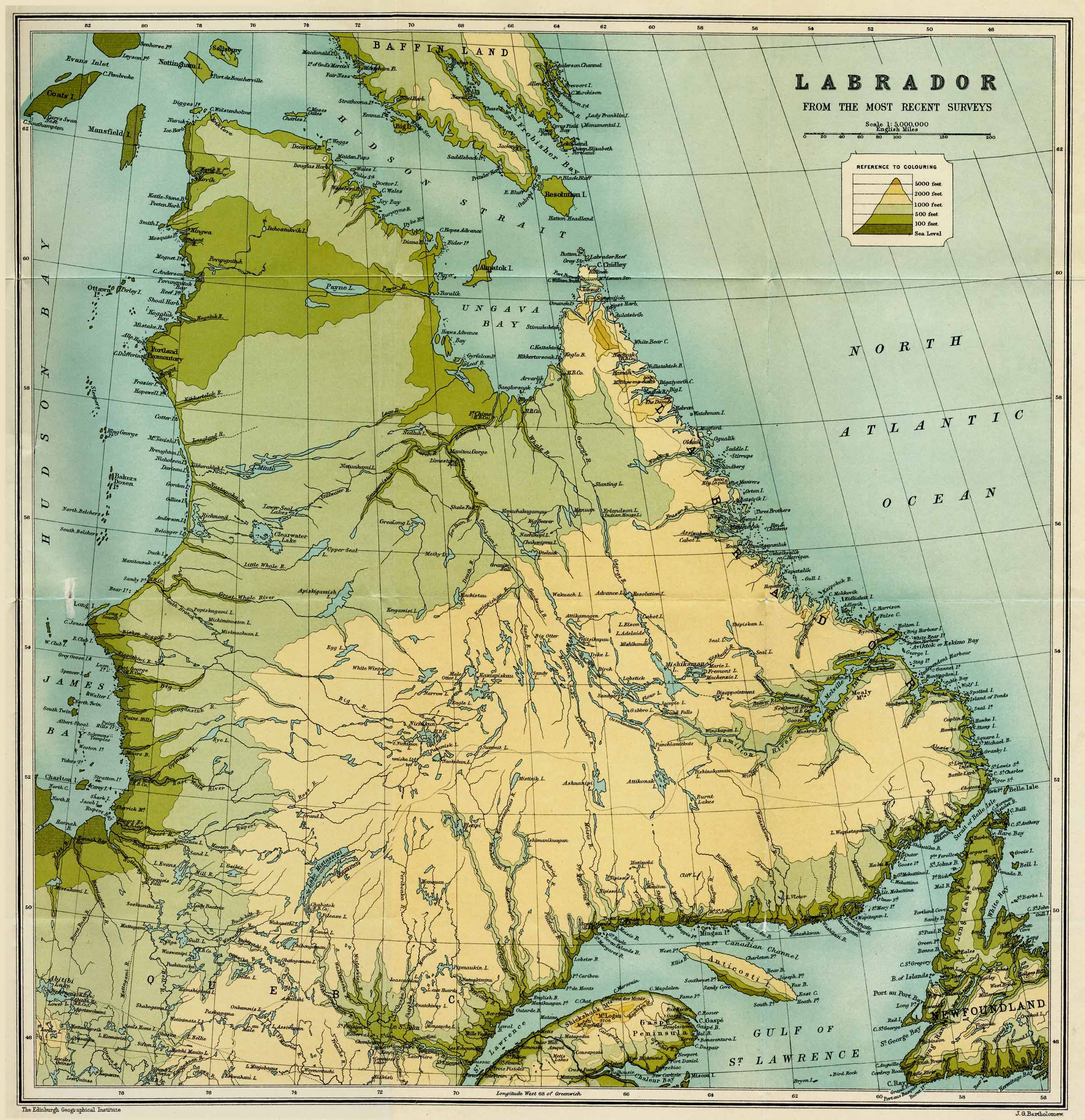
Carte de la péninsule du Labrador vers 1910 par John George Bartholomew.

Le lac Lobstick, d'origine glaciaire, a été absorbé par le réservoir Smallwood après l'achèvement de la centrale de Churchill Falls en 1974. Le lac couvre une superficie d'environ 1 500 km2 avec plusieurs centaines de kilomètres de côtes. Le secteur compte de nombreux eskers. Les informations concernant le lac sont limitées, étant désormais englobé dans le réservoir Smallwood.
Le lac Lobstick constitue la plus grande étendue d'eau de la partie occidentale du réservoir Smallwood, tandis que le lac Meshikamau, également absorbé par la création du réservoir, constitue la plus grande étendue d'eau de la partie orientale.
Le lac Lobstick est relié au lac Meshikamau par plusieurs étroits goulets (54° 03′ 31″ N, 64° 34′ 27″ O). À l'origine, les deux lacs étaient séparés, le lac Meshikamau s'écoulant dans le lac Lobstick. Le lac Meshikamau actuel recouvre une partie du bassin supérieur de la rivière Naskaupi.
Les lacs Michikamau et Lobstick étaient les plus grands de la centaine de lacs qui forment aujourd'hui le réservoir Smallwood.
Le lac Lobstick est parsemé d'une centaine d'îles dont une douzaine de taille importante.

## Hydrologie
Le lac Lobstick est alimenté principalement : 
- au nord-ouest par la rivière Ashuanipi (53° 58′ 12″ N, 65° 24′ 36″ O) qui apporte les débits moyens et les pics de crue à la fonte des neiges les plus importants ;
- au sud par la rivière Atikonak via le réservoir Ossokmanuan dont les débits sont moins importants et les crues atténuées par la présence en amont des lacs Joseph et Aticonac[10].

Le lac Lobstick est régulé par la structure de contrôle de Lobstick (53° 52′ 08″ N, 65° 01′ 53″ O) exploitée par Nalcor Energy, où débute le fleuve Churchill. La structure de contrôle de Lobstick est bordée de chaque côté par une importante digue, au sud par la digue de l'ancien lac Sandgirt (bordant le réservoir Ossokmanuan) et à l'ouest par la digue du lac Lobstick.
L'eau provenant du réservoir Smallwood est rejetée vers le bassin ouest (West Forebay, anciens lacs Flour et Jacopie) par la structure de contrôle de Lobstick, puis vers le bassin est (East Forebay) par la structure de contrôle de Whitefish (53° 38′ 22″ N, 64° 16′ 10″ O). La génération d'électricité est effectuée sur le bassin est, où est implantée la centrale de Churchill Falls (53° 31′ 55″ N, 63° 57′ 57″ O). Pendant les crues, l'excédent est exceptionnellement libéré par le déversoir Jacopie (53° 39′ 01″ N, 64° 22′ 24″ O) sur le bassin ouest vers le lit originel du fleuve Churchill en amont des chutes Churchill.

## Histoire
Le centre de la péninsule du Québec-Labrador est habité par les Naskapis depuis des siècles, mais le réservoir Smallwood a inondé plusieurs sites archéologiques.

## Pêche
Le lac Lobstick abrite une grande population de touladis. Les pêcheurs pêchent souvent des poissons pesant 5 livres, certains spécimens capturés pesant plus de 40 livres. La saison de pêche sur le lac dure toute l'année, mais la meilleure saison pour la pêche est la fin du printemps et le début de l'été. Les amateurs de pêche recommandent la section du lac près du barrage comme le meilleur endroit.